# 约兰·哈格贝里
约兰·哈格贝里（瑞典語：Göran Hagberg，1947年11月8日—），瑞典男子足球运动员，司职守门员。他曾代表瑞典国家队参加1974年和1978年国际足联世界杯，其中1974年世界杯止步第二轮，1978年世界杯止步第一轮。